# Responsabilità penale
La responsabilità penale è un tipo di responsabilità giuridica nascente dalla violazione di una norma di diritto penale dell'ordinamento giuridico di uno Stato. Essa può riguardare sia i singoli individui che gli enti.

## Storia
Il codice di Hammurabi non prevedeva una responsabilità personale individuale; affermava la possibilità di punire persone estranee ai fatti, solo perché componenti lo stesso gruppo sociale o la stessa famiglia di appartenenza del reo: se crollava la casa costruita da un architetto e moriva il figlio del padrone, era il figlio dell'architetto a dover essere ucciso (n. 230).
La Torah ebraica fu il primo sistema giuridico a prevedere tale tipo di responsabilità giuridica. In Deuteronomio (24:16) è proibita la punizione dei figli al posto dei genitori, e viceversa, così come in Ezechiele 18:20 (“L'anima che pecca sarà quella che morrà"), o Genesi 18:27-33 sulla distruzione di Sodoma e Gomorra che sarebbe stata evitata per un numero anche minimo di giusti.

## Dottrina giuridica
La personalità della responsabilità penale - formula accolta da tempo dagli ordinamenti giuridici anche premoderni (teneant peccata sua auctores) - implica, a livello minimale, il divieto della responsabilità penale per fatto altrui.
Ma una concezione più evoluta dello Stato di diritto - accolta dalle principali Costituzioni moderne di tipo continentale, e nella nozione di mens rea elaborata dalla giurisprudenza di Common law - ne fa discendere anche "l’esigenza di una responsabilità per fatto ovviamente «proprio», ma altresì «colpevole» (...) nel senso che la responsabilità è
«personale» soltanto se l’identificazione dei suoi presupposti assume l’agente non come semplice fattore causale «cieco», ma come un essere capace di orientare le proprie scelte secondo criteri di valore e di governare razionalmente i propri atteggiamenti esteriori".

## Nel mondo

### Italia
Dall'art. 27 comma 1 della Costituzione della Repubblica Italiana - il quale sancisce che la "responsabilità penale è personale" - è possibile desumere due significati:
- Significato minimo: ovvero divieto di responsabilità per fatto altrui, l'agente risponde esclusivamente dell'azione o omissione da lui posta in essere, escludendo quelle condotte a lui estranee.
- Significato evolutivo: ovvero "personale" inteso come "colpevole", l'agente risponderà esclusivamente di quelle condotte attive o omissive a lui ascrivibili in quanto soggetto ritenuto colpevole e dunque meritevole di pena. Tale significato può essere anche definito come principio di "divieto di responsabilità oggettiva".

Secondo l'ordinamento penale, la responsabilità penale può essere attribuita solo in presenza di dolo o di colpa; altre forme di imputazione, dunque, non sono ammissibili in un ordinamento penale che miri al rispetto delle garanzie costituzionali. 
Il nostro codice penale però, prevede alcuni casi di "responsabilità oggettiva": l'art. 42 del codice penale, infatti, dopo aver previsto il dolo, la preterintenzione e la colpa come criteri generali d'imputazione del fatto, dispone, con una norma di chiusura, che "la legge determina i casi nei quali l'evento è posto altrimenti a carico dell'agente, come conseguenza della propria condotta", e cioè attraverso criteri d'imputazione diversi dal dolo e dalla colpa (e dalla stessa preterintenzione che, pure, è suscettibile di dar luogo ad una forma di responsabilità oggettiva).
Ipotesi emblematiche di responsabilità oggettiva sono:
1. Aberratio delicti: Casi in cui, per un errato uso dei mezzi di esecuzione si cagiona offesa a persona non voluta, qualora l'inciso "a titolo di colpa" contemplato dall'art. 82 c.p. sia previsto quoad poenam e non per indicare il fondamento della responsabilità;
2. Reato non voluto nel caso di concorso di persone: l'art. 116 del codice penale disciplina il reato plurisoggettivo (concorso di persone), facendo soggiacere alla pena anche colui che non volle il reato. Esempio: Tizio e Caio, con l'intento di perpetrare una rapina in banca, uccidono un dipendente che cercava di disarcionare gli aggressori; Sempronio, il "palo" dell'impresa criminale, risponderà anch'egli di omicidio, pur non volendo la perpetrazione di tale evento. Sul punto intervenne la Corte costituzionale con la sent. 42/1965.